# 236 Хонорија
236 Хонорија (енгл. 236 Honoria) је астероид главног астероидног појаса. Приближан пречник астероида је 86,20 km,
а средња удаљеност астероида од Сунца износи 2,801 астрономских јединица (АЈ).
Инклинација (нагиб) орбите у односу на раван еклиптике је 7,681 степени, а орбитални период износи 1712,824 дана (4,689 године). Ексцентрицитет орбите астероида износи 0,187.
Апсолутна магнитуда астероида износи 8,18 а геометријски албедо 0,127.
Астероид је откривен 26. априла 1884. године.